# Nepeta italica
Espèce
Classification phylogénétique
Synonymes
- Glechoma italica (L.) Kuntze[1]

Nepeta italica est une espèce de plantes à fleurs de la famille des Lamiaceae et du genre Nepeta.

## Description
Les fleurs sont sessiles, ont des pétioles, presque nues, les lobes latéraux de la corolle sont étalés en verticille, les bractées sont lancéolées, de la longueur du calice ; la plante fleurit de juin à août.

## Répartition
La plante est présente dans le centre-est de l'Italie, de la Méditerranée orientale à l'Irak.

## Écologie
Sa fleur est butinée par les abeilles Amegilla albigena, Anthophora robusta (es) et Halictus asperulus (sv).

## Parasitologie
La feuille a pour parasite Heterogaster cathariae La racine a pour parasite Longitarsus alfieri.